# Марунцеј (Марунцеј)
Марунцеј (рум. Mărunţei) насеље је у Румунији у округу Олт у општини Марунцеј. Oпштина се налази на надморској висини од 82 m.

## Становништво
Према подацима из 2002. године у насељу је живело 4504 становника, од којих су сви румунске националности.

### Хронологија
| Година       | 1992 | 1993 | 1994 | 1995 | 1996 | 1997 | 1998 | 1999 | 2000 | 2001 | 2002 | 2003 | 2004 | 2005 | 2006 | 2007 | 2008 | 2009 | 2010 | 2011 | 2012 | 2013 | 2014 | 2015 | 2016 | 2017 |
| ------------ | ---- | ---- | ---- | ---- | ---- | ---- | ---- | ---- | ---- | ---- | ---- | ---- | ---- | ---- | ---- | ---- | ---- | ---- | ---- | ---- | ---- | ---- | ---- | ---- | ---- | ---- |
| Становништво | 4706 | 4658 | 4585 | 4560 | 4555 | 4505 | 4466 | 4436 | 4435 | 4426 | 4410 | 4395 | 4383 | 4359 | 4334 | 4311 | 4291 | 4273 | 4229 | 4183 | 4166 | 4138 | 4103 | 4039 | 3980 | 3915 |